# Томислав Ивић
Томислав Ивић (Сплит, 30. јул 1933 — Сплит, 24. јул 2011) био је хрватски фудбалер и фудбалски тренер. Сматрао се за сјајног стратега, а заслужан је и за развој савремене фудбалске игре.
Априла 2007. италијански спортски часопис Газета дело спорт прогласио је Ивића најуспешнијим фудбалским тренером у историји, са осам освојених националних првенстава у шест различитих држава.

## Каријера
Ивић је тренирао тимове из четрнаест различитих држава, а био је и селектор четири репрезентације. Освајао је титуле у Југославији, Холандији, Белгији, Португалу, Шпанији и Француској, а није успео да освоји лигашки наслов у Грчкој.
Ивић је освојио седам државних првенстава (три Првенства Југославије и једно Првенство Холандије, Белгије, Португала и Француске), шест националних купова (по четири Купа Југославије, један Куп Шпаније и Португала), УЕФА суперкуп и Интерконтинентални куп.
У Хрватској, Ивић је водио РНК Сплит, Хајдук, Динамо Загреб и репрезентацију Хрватске; у Холандији, Ајакс; у Белгији, Андерлехт и Стандард Лијеж ; у Турској, Галатасарај и Фенербахче; у Италији, Авелино; у Грчкој, Панатинаикос; у Португалу, Порто и Бенфика; у Француској, Париз Сен Жермен и Марсељ; у Шпанији, Атлетико Мадрид ; у Уједињеним Арапским Емиратима, Ел Васл и национални тим УАЕ и у Ирану, Персеполис и иранску селекцију.

## Европска и међународна такмичења
Два пута Ивић је повео Хајдук Сплит у четвртфинала Европског купа: 1975/76. и 1979/80.Сезоне 1977/78. исто је урадио са Ајаком.
Његово највеће достигнуће у Европском купу постигао је 1981/82 са Андерлехтом, када је достигао до полуфинала.
Са Портом, освојио је Суперкуп 1987. и Интерконтинентални куп исте године.
Ивић има један од најбољих односа победа и пораза у Лиги шампиона, пошто је победио у 29 од 46 мечева, са коефицијентом од 63,0%.

## Репрезентације
Био је на челу репрезентација Југославије, Ирана, Уједињених Арапских Емирата, и Хрватске. Хрватску селекцију водио је једном, као привремени селектор, јер је претходно оставку поднео Мирослав Блажевић.
Као селектор репрезентације УАЕ, Ивић је изгубио финале Купа АФК 1996. против Саудијске Арабије на пенале.

## Пензионисање
Године 2001, због савета свог лекара, Ивић се повукао из професионалног фудбала.
Три године касније, потписао је уговор са Ел Итихадом на једну сезону, пре него што је преузео омладинске селекције Стандард Лијежа.

## Смрт
Томислав Ивић је преминуо 24. јуна 2011. године, шест дана пре свог 78. рођендана, у родном граду Сплиту. Патио је од срчаних проблема, као и од дијабетеса.

## Статистике

### Клуб
| Клуб             | Датум доласка      | Датум одласка       | Такмичење                      | Учинак | Учинак | Учинак | Учинак | Учинак |
| Клуб             | Датум доласка      | Датум одласка       | Такмичење                      | О      | П      | Н      | И      | П %    |
| ---------------- | ------------------ | ------------------- | ------------------------------ | ------ | ------ | ------ | ------ | ------ |
| РНК Сплит        | 1967.              | 1968.               | Друга лига Југославије (Запад) | 34     | 14     | 6      | 14     | 041,18 |
| Укупно           | Укупно             | Укупно              | Укупно                         | 34     | 14     | 6      | 14     | 041,18 |
| Шибеник          | 1972.              | 1973.               | Друга лига Југославије (Запад) | 34     | 13     | 10     | 11     | 038,24 |
| Укупно           | Укупно             | Укупно              | Укупно                         | 34     | 13     | 10     | 11     | 038,24 |
| Хајдук Сплит     | 19. август 1973.   | 11. јул 1976.       | Прва лига Југославије          | 102    | 57     | 28     | 17     | 055,88 |
| Хајдук Сплит     | 19. август 1973.   | 11. јул 1976.       | Куп Југославије                | 16     | 14     | 2      | 0      | 087,50 |
| Хајдук Сплит     | 19. август 1973.   | 11. јул 1976.       | Куп европских шампиона         | 10     | 8      | 0      | 2      | 080,00 |
| Укупно           | Укупно             | Укупно              | Укупно                         | 128    | 79     | 30     | 19     | 061,72 |
| Ајакс            | 22. август 1976.   | 30. април 1978.     | Ередивизија                    | 68     | 43     | 15     | 10     | 063,24 |
| Ајакс            | 22. август 1976.   | 30. април 1978.     | Куп Холандије                  | 6      | 4      | 0      | 2      | 066,67 |
| Ајакс            | 22. август 1976.   | 30. април 1978.     | Куп европских шампиона         | 6      | 3      | 2      | 1      | 050,00 |
| Ајакс            | 22. август 1976.   | 30. април 1978.     | Куп УЕФА                       | 2      | 1      | 0      | 1      | 050,00 |
| Укупно           | Укупно             | Укупно              | Укупно                         | 82     | 51     | 17     | 14     | 062,20 |
| Хајдук Сплит     | 13. август 1978.   | 29. јун 1980.       | Прва лига Југославије          | 68     | 35     | 18     | 15     | 051,47 |
| Хајдук Сплит     | 13. август 1978.   | 29. јун 1980.       | Куп Југославије                | 2      | 0      | 1      | 1      | 000,00 |
| Хајдук Сплит     | 13. август 1978.   | 29. јун 1980.       | Куп европских шампиона         | 6      | 4      | 0      | 2      | 066,67 |
| Хајдук Сплит     | 13. август 1978.   | 29. јун 1980.       | Куп УЕФА                       | 4      | 2      | 0      | 2      | 050,00 |
| Укупно           | Укупно             | Укупно              | Укупно                         | 80     | 41     | 19     | 20     | 051,25 |
| Андерлехт        | 26. август 1980.   | 18. септембар 1982. | Прва лига Белгије              | 75     | 49     | 16     | 10     | 065,33 |
| Андерлехт        | 26. август 1980.   | 18. септембар 1982. | Куп Белгије                    | 5      | 3      | 0      | 2      | 060,00 |
| Андерлехт        | 26. август 1980.   | 18. септембар 1982. | Куп европских шампиона         | 8      | 5      | 2      | 1      | 062,50 |
| Андерлехт        | 26. август 1980.   | 18. септембар 1982. | Куп УЕФА                       | 3      | 2      | 0      | 1      | 066,67 |
| Укупно           | Укупно             | Укупно              | Укупно                         | 91     | 59     | 18     | 14     | 064,84 |
| Галатасарај      | 21. август 1983.   | 26. мај 1984.       | Суперлика Турске               | 34     | 17     | 10     | 7      | 050,00 |
| Галатасарај      | 21. август 1983.   | 26. мај 1984.       | Куп Турске                     | 6      | 2      | 2      | 2      | 033,33 |
| Галатасарај      | 21. август 1983.   | 26. мај 1984.       | Балкански куп                  | 4      | 1      | 0      | 3      | 025,00 |
| Укупно           | Укупно             | Укупно              | Укупно                         | 44     | 20     | 12     | 12     | 045,45 |
| Динамо Загреб    | 7. октобар 1984.   | 5. мај 1985.        | Прва лига Југославије          | 20     | 10     | 4      | 6      | 050,00 |
| Динамо Загреб    | 7. октобар 1984.   | 5. мај 1985.        | Куп Југославије                | 4      | 2      | 1      | 1      | 050,00 |
| Укупно           | Укупно             | Укупно              | Укупно                         | 24     | 13     | 4      | 7      | 054,17 |
| Авелино 1912     | 22. август 1986.   | 2. новембар 1986.   | Серија А                       | 9      | 2      | 4      | 3      | 022,22 |
| Авелино 1912     | 22. август 1986.   | 2. новембар 1986.   | Куп Италије                    | 5      | 1      | 3      | 1      | 020,00 |
| Укупно           | Укупно             | Укупно              | Укупно                         | 8      | 2      | 4      | 2      | 025,00 |
| Панатинаикос     | 21. август 1985.   | 27. април 1986.     | Алфа Етники                    | 10     | 5      | 2      | 3      | 050,00 |
| Панатинаикос     | 21. август 1985.   | 27. април 1986.     | Куп европских шампиона         | 2      | 1      | 0      | 1      | 050,00 |
| Укупно           | Укупно             | Укупно              | Укупно                         | 12     | 6      | 2      | 4      | 050,00 |
| Хајдук Сплит     | 13. август 1978.   | 29. јун 1980.       | Прва лига Југославије          | 68     | 35     | 18     | 15     | 051,47 |
| Хајдук Сплит     | 13. август 1978.   | 29. јун 1980.       | Куп Југославије                | 2      | 0      | 1      | 1      | 000,00 |
| Хајдук Сплит     | 13. август 1978.   | 29. јун 1980.       | Куп европских шампиона         | 6      | 4      | 0      | 2      | 066,67 |
| Хајдук Сплит     | 13. август 1978.   | 29. јун 1980.       | Куп УЕФА                       | 4      | 2      | 0      | 2      | 050,00 |
| Укупно           | Укупно             | Укупно              | Укупно                         | 80     | 41     | 19     | 20     | 051,25 |
| Порто            | 26. август 1987.   | 19. јун 1988.       | Прва лига Португалије          | 38     | 29     | 8      | 1      | 076,32 |
| Порто            | 26. август 1987.   | 19. јун 1988.       | Куп Португалије                | 9      | 6      | 3      | 0      | 066,67 |
| Порто            | 26. август 1987.   | 19. јун 1988.       | Куп европских шампиона         | 4      | 2      | 0      | 2      | 050,00 |
| Порто            | 26. август 1987.   | 19. јун 1988.       | УЕФА суперкуп                  | 2      | 2      | 0      | 0      | 100,00 |
| Порто            | 26. август 1987.   | 19. јун 1988.       | Интерконтинентални куп         | 1      | 0      | 1      | 0      | 000,00 |
| Укупно           | Укупно             | Укупно              | Укупно                         | 54     | 39     | 12     | 3      | 072,22 |
| Париз Сен Жермен | 15. јул 1988.      | 31. мај 1990.       | Прва лига Француске            | 76     | 37     | 19     | 20     | 048,68 |
| Париз Сен Жермен | 15. јул 1988.      | 31. мај 1990.       | Куп Француске                  | 6      | 3      | 1      | 2      | 050,00 |
| Париз Сен Жермен | 15. јул 1988.      | 31. мај 1990.       | Куп УЕФА                       | 2      | 0      | 0      | 2      | 000,00 |
| Укупно           | Укупно             | Укупно              | Укупно                         | 84     | 40     | 20     | 24     | 047,62 |
| Атлетико Мадрид  | 9. септембар 1990. | 28. јун 1991.       | Ла лига                        | 37     | 17     | 12     | 8      | 045,95 |
| Атлетико Мадрид  | 9. септембар 1990. | 28. јун 1991.       | Куп краља                      | 6      | 3      | 1      | 2      | 050,00 |
| Атлетико Мадрид  | 9. септембар 1990. | 28. јун 1991.       | Куп УЕФА                       | 2      | 1      | 0      | 1      | 050,00 |
| Укупно           | Укупно             | Укупно              | Укупно                         | 45     | 21     | 13     | 11     | 046,67 |
| Олимпик Марсељ   | 20. јул 1991.      | 23. октобар 1991.   | Прва лига Француске            | 13     | 8      | 4      | 1      | 061,54 |
| Олимпик Марсељ   | 20. јул 1991.      | 23. октобар 1991.   | Куп европских шампиона         | 3      | 3      | 0      | 0      | 100,00 |
| Укупно           | Укупно             | Укупно              | Укупно                         | 16     | 11     | 4      | 1      | 068,75 |
| Бенфика          | 30. август 1992.   | 25. октобар 1992.   | Прва лига Португалије          | 8      | 4      | 2      | 2      | 050,00 |
| Бенфика          | 30. август 1992.   | 25. октобар 1992.   | Суперкуп Португалије           | 1      | 0      | 1      | 0      | 000,00 |
| Бенфика          | 30. август 1992.   | 25. октобар 1992.   | Куп УЕФА                       | 3      | 3      | 0      | 0      | 100,00 |
| Укупно           | Укупно             | Укупно              | Укупно                         | 12     | 7      | 3      | 2      | 058,33 |
| Порто            | 22. август 1993.   | 23. јануар 1994.    | Прва лига Португалије          | 17     | 8      | 6      | 3      | 047,06 |
| Порто            | 22. август 1993.   | 23. јануар 1994.    | Куп Португалије                | 3      | 3      | 0      | 0      | 100,00 |
| Порто            | 22. август 1993.   | 23. јануар 1994.    | Суперкуп Португалије           | 2      | 1      | 0      | 1      | 050,00 |
| Порто            | 22. август 1993.   | 23. јануар 1994.    | УЕФА Лига шампиона             | 6      | 3      | 2      | 1      | 050,00 |
| Укупно           | Укупно             | Укупно              | Укупно                         | 28     | 15     | 8      | 5      | 053,57 |
| Фенербахче       | 19. децембар 1994. | 30. јун 1995.       | Суперлига Турске               | 17     | 11     | 3      | 3      | 064,71 |
| Фенербахче       | 19. децембар 1994. | 30. јун 1995.       | Куп Турске                     | 6      | 2      | 4      | 0      | 033,33 |
| Укупно           | Укупно             | Укупно              | Укупно                         | 23     | 13     | 7      | 3      | 056,52 |
| Хајдук Сплит     | 15. октобар 1997.  | 2. новембар 1997.   | Прва лига Хрватске             | 3      | 1      | 1      | 1      | 033,33 |
| Хајдук Сплит     | 15. октобар 1997.  | 2. новембар 1997.   | Куп Хрватске                   | 1      | 1      | 0      | 0      | 100,00 |
| Укупно           | Укупно             | Укупно              | Укупно                         | 4      | 2      | 1      | 1      | 050,00 |
| Стандард Лијеж   | 21. август 1998.   | 17. септембар 1999. | Прва лига Белгије              | 40     | 18     | 4      | 18     | 045,00 |
| Стандард Лијеж   | 21. август 1998.   | 17. септембар 1999. | Куп Белгије                    | 6      | 4      | 1      | 1      | 066,67 |
| Стандард Лијеж   | 11. мај 2000.      | 20. децембар 2000.  | Прва лига Белгије              | 19     | 10     | 4      | 5      | 052,63 |
| Стандард Лијеж   | 11. мај 2000.      | 20. децембар 2000.  | Куп Белгије                    | 4      | 1      | 1      | 2      | 025,00 |
| Укупно           | Укупно             | Укупно              | Укупно                         | 69     | 33     | 10     | 26     | 047,83 |
| Марсељ           | 10. април 2001.    | 19. мај 2001.       | Прва лига Француске            | 4      | 2      | 1      | 1      | 050,00 |
| Марсељ           | 6. септембар 2001. | 16. новембар 2001.  | Прва лига Француске            | 11     | 3      | 6      | 2      | 027,27 |
| Укупно           | Укупно             | Укупно              | Укупно                         | 15     | 5      | 7      | 3      | 033,33 |
| Ел Итихад        | 28. август 2003.   | 18. јун 2004.       | Прва лига Саудијске Арабије    | 23     | 17     | 5      | 1      | 073,91 |
| Ел Итихад        | 28. август 2003.   | 18. јун 2004.       | Куп принчеве круне             | 5      | 4      | 1      | 0      | 080,00 |
| Ел Итихад        | 28. август 2003.   | 18. јун 2004.       | АФК Лига шампиона              | 6      | 4      | 1      | 1      | 066,67 |
| Укупно           | Укупно             | Укупно              | Укупно                         | 34     | 25     | 7      | 2      | 073,53 |
| Свеукупно        | Свеукупно          | Свеукупно           | Свеукупно                      | 1.001  | 550    | 233    | 218    | 054,95 |

*Датуми прве и последње Ивићеве утакмице нису датуми званичног представљања у том клубу.

### Репрезентација
| Тим                       | Од                 | До                 | Рекорд | Рекорд | Рекорд | Рекорд     |
| Тим                       | Од                 | До                 | П      | Н      | И      | Победа у % |
| ------------------------- | ------------------ | ------------------ | ------ | ------ | ------ | ---------- |
| Југославија               | 19. децембар 1973. | 3. јули 1974.      | 3      | 3      | 5      | 027.27     |
| Хрватска                  | 16. новембар 1994. | 16. новембар 1994. | 1      | 0      | 0      | 100.00     |
| Уједињени Арапски Емирати | август 1995.       | децембар 1996.     | 10     | 12     | 7      | 034.48     |
| Иран                      | децембар 1997.     | 20. април 1998.    | 1      | 2      | 2      | 020.00     |
| Укупно                    | Укупно             | Укупно             | 15     | 17     | 14     | 032.61     |

## Признања

### Као тренер
Хајдук Сплит (млади)
- Југословенски куп младих: 1970, 1971, 1972.

Хајдук Сплит
- Прва лига Југославије: 1973/74, 1974/75, 1978/79.
- Куп Југославије: 1971/72, 1973, 1974, 1975/76.

Ајакс
- Ередивизија: 1976/77.

Андерлехт
- Прва лига Белгије: 1980/81.

Порто
- Прва лига Португалије: 1987/88.
- Куп Португалије: 1988.
- УЕФА суперкуп: 1987.
- Интерконтинентални куп: 1987.

Атлетико Мадрид
- Куп Шпаније: 1990/91.

Марсељ
- Француска прва лига: 1991/92.

Ел Итихад
- Куп престолонаследника Саудијске Арабије: 2004.

Уједињени Арапски Емирати
- Финалиста АФК азијског купа: 1996.

### Појединачно
- Златна значка Хајдука из Сплита: 1975.
- Златна значка и Повеља града Париза, доделио му тадашњи градоначелник Жак Ширак: 1990.
- Трофеј Хрватског олимпијског одбора: 2003.
- Најуспешнији тренер у историји, часопис Газета дело спорт: 2007.[19]
- Сплитска кућа славних: 2009.
- Хајдучко срце: 2011. (постхумно)
- 36. најбољи тренер икада, часопис Ворлд сокер: 2013.[20][21]
- 42. најбољи тренер икада, часопис Франс фудбал: 2019.[22][23][24]

## Државна признања
- Ред Данице хрватске с ликом Фрање Бучара: 1995.[25]